# Paracentrobia mira
Paracentrobia mira är en stekelart som först beskrevs av Girault 1913.  Paracentrobia mira ingår i släktet Paracentrobia och familjen hårstrimsteklar. Inga underarter finns listade i Catalogue of Life.